# Roberto Morales Ojeda
Roberto Tomás Morales Ojeda (15 de junio de 1967) es un político cubano. Integra el Buró Político del Partido Comunista de Cuba (PCC) desde 2016 y fue miembro del Consejo de Ministros de Cuba como Ministro de Salud. Fue además vice primer ministro entre 2019 y 2021. Actualmente desempeña la función de Secretario de Organización y Política de Cuadros del Comité Central del Partido Comunista de Cuba desde el 20 de abril de 2021.

## Biografía
Morales Ojeda estudió Medicina en 1991 y obtuvo un máster en Salud Pública. Durante su etapa estudiantil ocupó diversas responsabilidades en la Federación de Estudiantes de la Enseñanza Media y la Federación Estudiantil Universitaria. En la Unión de Jóvenes Comunistas se desempeñó como secretario de comité de base y miembro del comité municipal en Rodas. Trabajó como médico de policlínico, director de la Unidad Municipal de Higiene y Epidemiología, director municipal de Salud Pública en Rodas y en Cienfuegos, viceministro primero y ministro del sector. Luego se convirtió en funcionario a tiempo completo del PCC en la provincia de Cienfuegos, como miembro del buró en ese municipio y en la provincia.
Al mismo tiempo pertenecía al Ayuntamiento de Cienfuegos y al Parlamento de la provincia de Cienfuegos. Fue delegado ante el V, VI y VII Congresos del PCC. En el último, en 2016, fue elegido miembro del Comité Central del PCC y del Buró Político del PCC.
En 2010, Morales, quien también es miembro de la Asamblea Nacional del Poder Popular, reemplazó a José Ramón Balaguer como ministro de Salud Pública.
En varias ocasiones fue reconocido con la condición de Vanguardia Nacional del sector y le han sido otorgadas diversas Medallas, entre ellas: la “50 Aniversario de las FAR” y ‟50 Aniversario del 5 de Septiembre”, las Distinciones “Destacado en la Preparación para la Defensa”, “Servicio Distinguido de las FAR” y “28 de Septiembre”.
Es miembro del Comité Central del Partido desde el 2006 y Diputado a la Asamblea Nacional del Poder Popular desde el 2008.